# QW-2 Vanguard 2
Le QW-2 Vanguard 2 ou Qian Wei-2 (en français : « avant-garde ») est un système de missiles sol-air portatifs très courte portée « tous aspects » à guidage infrarouge. Il est difficile de déterminer exactement sa date de mise en service, mais il est probablement entré en activité entre 1998 et 2002.

## Description
Le Qian Wei-2 (ou Vanguard 2, dans sa désignation d'export) est la troisième génération de missiles SATCP portatifs construits par la firme Shenyang Hangtian Xinle Ltd., dont l'usine CASIC 119 est basée à Shenyang. Le QW-2 fut révélé pour la première fois en 1998, au salon aéronautique de Farnborough. Le missile et son lanceur ressemblent fortement à ceux du système russe 9K310 « Igla-1 » (désignation OTAN : SA-16 « Gimlet »), et les deux systèmes sont d'ailleurs considérés comme étant assez comparables en matière de performances et capacités.

## Caractéristiques techniques

### QW-2
Le QW-2 est considéré par de nombreux médias chinois comme l'équivalent asiatique du FIM-92E américain. Il est un développement approfondi des QW-1, la première série de missiles Vanguard.
Comparé au Qian Wei 1, l'altitude opérationnelle minimale du QW-2 a été réduite de 30 m à 10 m, la portée maximale a été augmentée de 5 000 m à 6 000 m et le temps de réaction du missile a été ramené en dessous des 5 secondes. Il est également doté d'un nouvel autodirecteur à infrarouges passif à double-bande, apportant une bonne résistance aux leurres thermiques (fusées éclairantes) et aux sources de chaleur parasites du terrain (soleil, sol...), tout en permettant d'améliorer les performances du missile dans les mauvaises conditions météo et la nuit.
Il est apparu, par la suite, qu’un autodirecteur infrarouge à imagerie lui avait été substitué.
Données supplémentaires
- Facteur de charge maxi : 18 g.
- Vitesse maxi des cibles : 400 m/s en rapprochement, 320 m/s en éloignement.
- Températures d’utilisation : de −40 °C à +55 °C.

### CQW-2
Le préfixe « C » indique ici qu’il s’agit d’une version du QW-2 qui est montée sur un véhicule 4x4 (du chinois « Che-Zai », « monté sur véhicule »).
Il est servi par un équipage de 3 hommes (conducteur, chef de pièce et tireur) et la conduite de tir est composée d’un radar d’acquisition et d’un équipement de poursuite optronique. Une fois que la cible est acquise au radar, le guidage revient au système optronique, qui est chargé de la poursuite et de l'engagement. Le système de bord autorise l'emploi des missiles un-par-un ou par paire, et le véhicule dispose de 8 missiles prêts au tir dans les supports de la tourelle. 8 autres projectiles se trouvent en soute.
La conduite de tir est montée dans une boule, qui comprend une caméra thermique et un télémètre laser. Son radar est une variante du NRIET AS-90, qui opère en bande L et porte à 20 km. Le temps de réaction du système est inférieur à 8 secondes.
Les missiles du CQW-2 sont totalement interchangeables avec les systèmes QW-2 des lanceurs portatifs. Toutefois, cette opération ne peut pas être réalisée sur le terrain.

## Utilisateurs
Avérés
- Algérie : produit localement sous licence depuis 2010 sous le nom de « SAEK » (Armée nationale populaire)[5],[6]
- Bangladesh
- Chine (Armée populaire de libération)
- Iran (Forces armées iraniennes)
- Pakistan (Forces armées pakistanaises) : dans une version fabriquée localement qui lui ressemble fortement, le missile Anza Mk.III.
- Sénégal (Forces armées du Sénégal)